# Tutta n'ata storia - Vai mo' - Live in Napoli
Tutta n'ata storia - Vai mo' - Live in Napoli è il quinto album dal vivo del cantautore italiano Pino Daniele, pubblicato nel 2013 dalla Sony Music.

## Descrizione
Contiene la registrazione audio e video del concerto da lui tenuto l'8 luglio 2008 presso Piazza del Plebiscito a Napoli. La pubblicazione segna inoltre l'ultima distribuita dall'artista prima della sua morte avvenuta nel 2015.

## Tracce
CD
1. A testa in giù
2. Quanno chiove
3. A me me piace o' Blues
4. Terra mia (con gli Avion Travel)
5. Yes I know my way
6. Ma che ho
7. Io vivo come te
8. Chi tene o' mare
9. Anema e còre
10. Dubbi non ho
11. Se mi vuoi (con Irene Grandi)
12. Vento di passione (con Giorgia)
13. Non si torna indietro (Inedito)
14. Another Dimension (Inedito)

DVD
1. A testa in giù
2. Quanno chiove
3. A me me piace o' Blues
4. Terra mia (con gli Avion Travel)
5. Yes I know my way
6. Ma che ho
7. Io vivo come te
8. Chi tene o' mare
9. Anema e còre
10. Dubbi non ho
11. Se mi vuoi (con Irene Grandi)
12. Vento di passione (con Giorgia)
13. Io per lei
14. Yes I Know My Yay

## Formazione
Tracce dal vivo
- Pino Daniele – voce, chitarra elettrica ed acustica
- James Senese – sassofono
- Tullio De Piscopo – batteria
- Tony Esposito – percussioni
- Rino Zurzolo – contrabbasso
- Ernesto Vitolo – tastiera
- Joe Amoruso – tastiera
- Agostino Marangolo – batteria
- Alfredo Golino – batteria
- Gigi De Rienzo – basso
- Matthew Garrison – basso
- Fabio Massimo Colasanti – chitarra
- Gianluca Podio – direttore d'orchestra
- Juan Carlos – violino

Inediti
- Pino Daniele – voce, chitarre acustica ed elettrica
- Lucy Jules – voce
- Phil Palmer – chitarra
- Mickey Feat – basso
- Steve Ferrone – batteria